# Плоцьке воєводство (1975—1998)
Плоцьке воєводство (пол. województwo płockie) — адміністративно-територіальна одиниця Польщі найвищого рівня, яка існувала у 1975—1998 роках.
Являло собою одну з 49 основних одиниць адміністративного поділу Польщі, які були скасовані в результаті адміністративної реформи Польщі 1998 року.
Займало площу 5117 км². Адміністративним центром воєводства було місто Плоцьк. Після адміністративної реформи воєводство припинило своє існування і його територія відійшла до Мазовецького та Лодзинського воєводств.

## Районні адміністрації
- Районна адміністрація в Кутно для гмін: Бедльно, Домбровіце, Кернозя, Кросневіце, Кшижанув, Кутно, Ланента, Нові Острови, Опорув, Пацина, Стшельце, Щавін-Косьцельни, Жихлін та міста Кутно
- Районна адміністрація в Ленчиці для гмін: Дашина, Ґура-Сьвентей-Малґожати, Ленчиця, Пйонтек, Вітоня та міста Ленчиця
- Районна адміністрація у Плоцьк для гмін: Бельськ, Бодзанув, Брудзень-Дужи, Бульково, Червінськ-над-Віслою, Дробін, Гомбін, Гостинін, Ілув, Лонцьк, Мала Весь, Новий Дунінув, Радзаново, Санники, Слубіце, Слупно, Стара Біла, Старожреби, Вишоґруд та міст Гостинін і Плоцьк
- Районна адміністрація у Серпцю для гмін: Гміна Гоздово, Мохово, Росьцишево, Серпць, Щутово, Завідз та міста Серпць.

## Міста
Чисельність населення на 31.12.1998
- Плоцьк – 131 011
- Кутно – 50 592
- Гостинін – 20 435
- Серпць – 19 857
- Ленчиця – 16 531
- Жихлін – 10 012
- Кросневіце – 4475
- Гомбін – 4305
- Дробін – 3138
- Вишогруд – 2907

## Населення
| Рік         | 1975    | 1980    | 1985    | 1990    | 1995    | 1998    |
| ----------- | ------- | ------- | ------- | ------- | ------- | ------- |
| Чисельність | 480 600 | 496 100 | 509 300 | 516 400 | 522 500 | 520 900 |